# Juillet 1891

## Événements
- Visite de la flotte française à Kronstadt.
- Création du Soudan français.

- 31 juillet : la Grande-Bretagne proclame que les territoires situés entre le Zambèze et le fleuve Congo lui appartiennent.

## Naissances
- 10 juillet : Rexford Tugwell, économiste américain († 21 juillet 1979).
- 12 juillet : Adhémar Raynault, maire de Montréal.
- 13 juillet : Fréhel, chanteuse française († 3 février 1951).
- 27 juillet :
  - Valentin Parnakh (mort le 29 janvier 1951), poète, traducteur, historien, musicien et chorégraphe russe
  - Émile Baligean (mort le 15 août 1964), syndicaliste français
  - Jos Lemaire (mort en 1972), peintre paysagiste belge
- 29 juillet : William Rowan, ornithologue et éthologue.
- date imprécise : Gaudentius Rossi, prêtre passionniste italien.

## Décès
- 27 juillet : Adolphe Pierre Leleux (né le 15 novembre 1812), peintre et graveur français